# Cichla orinocensis
Cichla orinocensis, também conhecido como Tucunaré do Orinoco, é uma espécie muito grande de ciclídeo. Este tucunaré é nativo das bacias dos rios Negro e Orinoco, no norte da América do Sul. Ocorre principalmente em rios de águas negras. Apesar do nome, não é o único tucunaré do Orinoco, pois o rio também abriga C. intermedia, C. nigromaculata e C. temensis. Onde se sobrepõe com a última espécie, C. orinocensis prefere águas mais lentas e rasas. Eles são capazes de tolerar águas mais turvas do que outras espécies de tucunarés.
Atinge cerca de 62 centímetros (2 pé) de comprimento padrão. Os adultos são facilmente reconhecidos pelas três grandes manchas escuras com bordas douradas na lateral do corpo (uma quarta mancha na cauda) e pela falta de marcas escuras no opérculo.
Um estudo genético indicou uma clara divergência entre as populações do Orinoco e do Rio Negro. Se dividido, o Orinoco manteria o nome científico C. orinocensis.